# Вальденбург (Саксония)
Вальденбург (нем. Waldenburg) — город в Германии, в земле Саксония. Подчинён административному округу Хемниц. Входит в состав района Цвиккау. Подчиняется управлению Вальденбург.  Население составляет 4375 человек (на 31 декабря 2010 года). Занимает площадь 25,07 км². Официальный код  —  14 1 73 260.
Город подразделяется на 6 городских районов.